# Цингуло-таламическая артерия
Парные (правая и левая) цингуло-таламические артерии (лат. arteriae cingulo-thalamicae dextra et sinistra) — это небольшие артерии, кровоснабжающие переднюю часть соответствующей половинки таламуса, а также область поясной извилины коры больших полушарий головного мозга. Они являются ответвлениями задней мозговой артерии.